# Anticleora ordinata
Anticleora ordinata là một loài bướm đêm trong họ Geometridae.